# Quintana Roo
Quintana Roo és un estat de Mèxic a la regió est de la península de Yucatán. Limita al nord amb l'estat de Yucatán, al nord i a l'oest amb l'estat de Campeche, a l'est amb la Mar Carib i al sud amb Belize. L'estat va ser anomenat en honor de l'heroi de la pàtria Andrés Quintana Roo.
L'àrea que avui constitueix l'estat de Quintana Roo era part de l'estat de Yucatán, i per tant, comparteix la mateixa història. Durant la Guerra de Castes, la nació maia independent de Chan Santa Cruz es va establir a l'actual poble de Felipe Carillo Puerto, a l'estat de Quintana Roo. El govern mexicà va recuperar el control d'aquestes regions al començament del segle xx. El 1902, per decret del president, es va crear el territori de Quintana Roo, separat de l'estat de Yucatán. El 1915 es va unir una vegada més a l'estat, però, el 1931 es va separar definitivament, com a territori de la federació. Va obtenir l'estatus d'estat de la federació el 8 d'octubre, 1974.
La principal activitat econòmica és el turisme. A Quintana Roo es troben les platges de Cancun, l'illa Cozumel, Playa del Carmen, el parc nacional Sian Ka'an i l'àrea del recorregut turístic de la "Ribera Maia", i que inclou nombroses ruïnes arqueològiques maies.
La regió de Quintana Roo va ser una de les zones més poblades durant l'època màxima de la civilització maia. Avui dia, el 20% de la població encara parla la llengua maia.